# 3405 Daiwensai
3405 Daiwensai је астероид главног астероидног појаса са пречником од приближно 22,27 .
Афел астероида је на удаљености од 2,908 астрономских јединица (АЈ) од Сунца, а перихел на 2,311 АЈ.
Ексцентрицитет орбите износи 0,114, инклинација (нагиб) орбите у односу на раван еклиптике 13,170 степени, а орбитални период износи 1540,170 дана (4,216 године).
Апсолутна магнитуда астероида је 12,20 а геометријски албедо 0,047.
Астероид је откривен 30. октобра 1964. године.